# Letheobia jubana
Espèce
Synonymes
- Afrotyphlops jubanus (Broadley & Wallach, 2007)

Letheobia jubana est une espèce de serpents de la famille des Typhlopidae. 

## Répartition
Cette espèce est endémique du Sud de la Somalie.

## Étymologie
Son nom d'espèce lui a été donné en référence au lieu de sa découverte, le Jubaland.

## Publication originale
- Broadley & Wallach, 2007 : A review of East and Central African species of Letheobia Cope, revived from the synonymy of Rhinotyphlops Fitzinger, with descriptions of five new species (Serpentes: Typhlopidae). Zootaxa, no 1515, p. 31–68.